# Rapotec
Rapotec je priimek več znanih Slovencev:
- Fran Rapotec (1887—1976), skladatelj in kulturni delavec
- Josip Rapotec (1898—1968), zdravnik in zborovodja
- Rok Rapotec, rokometaš
- Stanislav Rapotec (1911—1997), slikar in častnik
- Uroš Rapotec, rokometaš
- Vinko Rapotec (1889—1960), odvetnik in publicist